# Donkey Kong
Donkey Kong är en fiktiv gorilla som förekommer i ett stort antal TV-spel utvecklade eller utgivna av Nintendo. Hans debut var i arkadspelet Donkey Kong år 1981. 
Figuren Donkey Kong skapades av Shigeru Miyamoto. Namnet kommer från det engelska ordet "donkey" ("åsna"), som Miyamoto antog betydde "korkad", och skulle fungera med en amerikansk publik. Donkey Kong har flera apvänner med sig i vissa av sina äventyr, framförallt Diddy Kong. Hans största fiender är krokodilerna kremlings, och deras ledare King K. Rool.
Enligt det senare spelet Donkey Kong Country var det inte Donkey Kong som var apan i det första arkadspelet, utan Cranky Kong som dyker upp i spelet. Donkey Kong Jr. är Donkey Kongs son.